# Hocco globuleux
Crax globulosa
Espèce
Statut de conservation UICN

 EN C2a(i) : En danger
Statut CITES
Le Hocco globuleux (Crax globulosa) est une espèce d'oiseau de la famille des Cracidae.

## Description
Il mesure 89 cm de longueur. Il a un plumage noir sauf au niveau de l'abdomen où il est blanc. Il a une huppe de plumes noires. Les mâles ont un tubercule arrondi au sommet et deux caroncules rouge écarlate. L'iris est brun foncé. Les pattes sont roses.

## Répartition
On le trouve dans l'ouest et le sud-ouest du bassin de l'Amazone au Brésil jusqu'aux contreforts ouest des Andes au sud-est de la Colombie, dans l'est de l'Équateur et du Pérou et le nord de la Bolivie. Sa zone d'occurrence est essentiellement délimitée par les cours d'eau Caquetá, Solimões, l' Amazone et le Rio Madeiras, et le niveau 300 m à l'approche des Andes. Mais sa répartition exacte est très peu connue, la plupart des populations n'ayant été observées que par des personnes qui voyageaient le long des rivières dans ces régions.

## Galerie

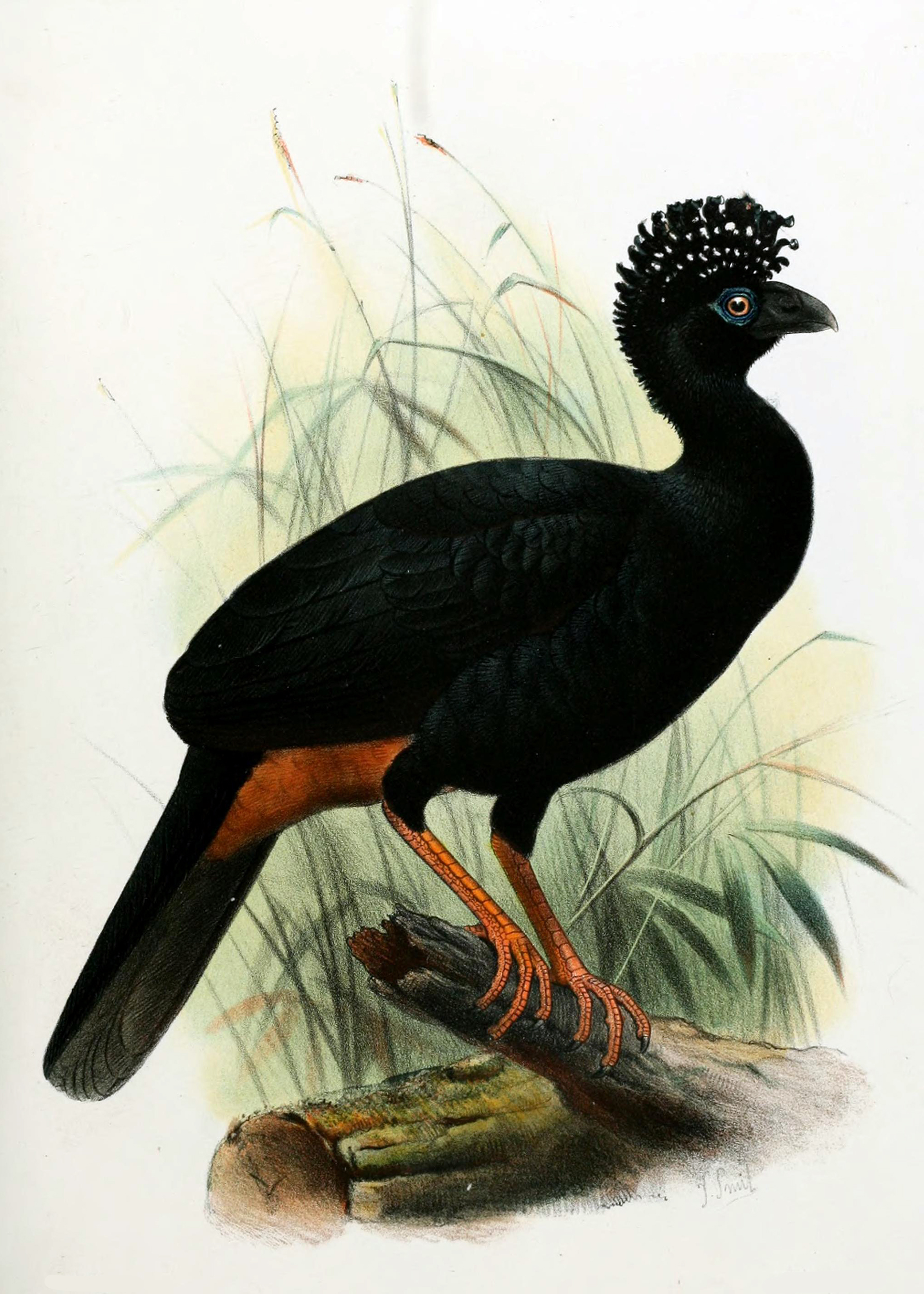
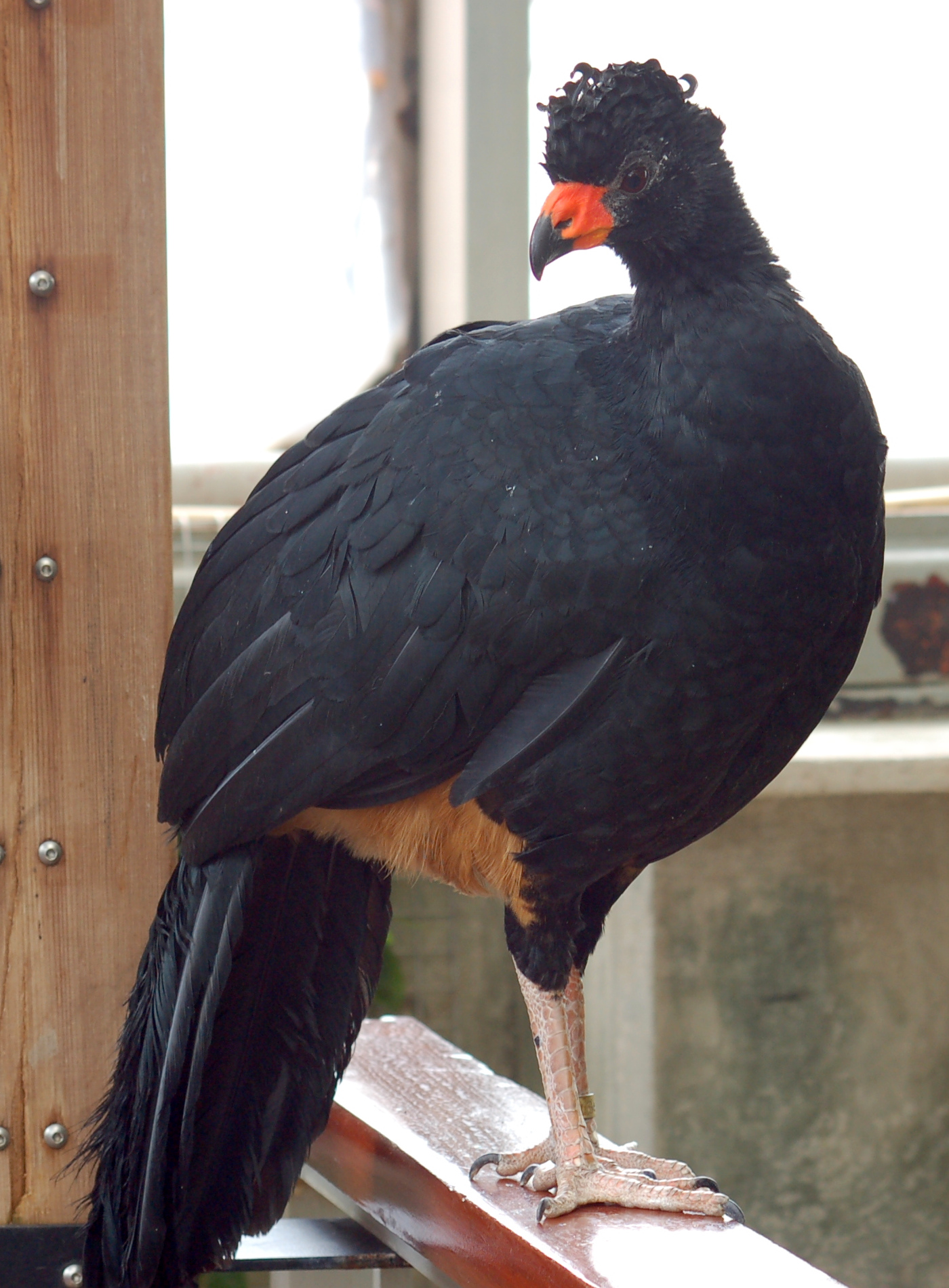
♀